# Кушелев, Иван Иванович
Иван Иванович Кушелев (1751—1817) — действительный тайный советник и сенатор из рода Кушелевых.

## Биография
Военную службу начал в 1760 году, бригадир лейб-гвардии Измайловского полка (1789), генерал-майор (1790). Во время войны со шведами награждён 22.08.1789 орденом Св. Георгия 3-й степени (№ 69) — «во Всемилостивейшем уважении на усердную службу, мужественные подвиги и храбрость, оказанные им 13 августа 1789 года во время большого сражения галерного российского флота с армейским шведским, когда преодолев сильную неприятельскую оборону, споспешествовал одержанию знаменитой победы».
По жене своей был близок ко двору и ежедневно обедал у императрице, чем неукоснительно пользовался, но, как говорили, радушная к нему Екатерина II почти никогда c ним не беседовала. Состоял в масонской ложе и сопровождал великого князя Павла Петровича в его путешествии по Европе в 1782 году.
Состоял на гражданской службе, сенатор, с 1807 года действительный тайный советник. Владел домом на Дворцовой набережной и дачей на Спасской мызе. Его имя сохранилось в названии петербургского района Кушелевка и Кушелевской дороги.
Умер скоропостижно 26 февраля 1817 года. Похоронен в своем имении — селе Юрьево Боровичского уезда, в Георгиевской церкви.

## Семья
Жена (с 24 сентября 1781 года) — Елизавета Дмитриевна Ланская (03.09.1755—01.09.1822), любимая фрейлина (1780) императрицы Екатерины II и сестра её фаворита А. Д. Ланского. Свадьба была при дворе в Царском Селе. После смерти брата ей достался петербургский дом и его картинная галерея. Похоронена рядом с мужем. Дети:
- Александр (1783—1804), действительный камергер, капитан Кавказского гренадерского полка и кавалер. Родился 18 июня в Царском селе, восприемницей от купели (крестная мать) была Екатерина II. Из-за дуэли с Бахметевым был выслан на Кавказ в ряды регулярной армии. 30 сентября 1804 года погиб в бою с персами в Тифлисе (Грузия).
- Авдотья (1786—11.10.1823[5]), фрейлина, замужем за сенатором Петром Степановичем Молчановым. Умерла от чахотки, похоронена в Александро-Невской лавре.
- Николай (ум. после 1837), в 1837 вышел на пенсию в звании капитана.
- Григорий (1788—1837), до своей кончины в 1837 служил в звании капитана 2-го ранга в 22-м флотском экипаже в Кронштадте.
- Александра (13.06.1790— ?), крестница А. А. Нарышкина и Т. В. Потемкиной.
- Лука (1793—1859), с 1813 служил в лейб-гвардии Егерского полка, в 1823 году ему было присвоено звание майора, в этом же году он вышел на пенсию. Его дочь революционерка Е. Л. Дмитриева.
- Варвара (09.07.1794[6]— ?), крестница брата Александра и сестры Авдотьи.
- Ольга (1796—1818), замужем (17.10.1814) за полковником Алексеем Ивановичем Майоровым.

Кушелев имел внебрачного сына от крепостной, которому выхлопотал дворянство, фамилию Юрьев и передал имение с землями в Новгородской губернии.